# Reminiscence
Reminiscence (стилизуется как reminiscence) — первый мини-альбом южнокорейской гёрл-группы EVERGLOW. Альбом включает в себя четыре сингла и ведущий сингл «Dun Dun». Альбом был выпущен 3 февраля 2020 года компанией Yuehua Entertainment.

## Предпосылки
20 января 2020 года Yuehua Entertainment объявили, что Everglow выпустят свой первый мини-альбом под названием Reminiscence.
Фото-тизеры были выпущены в период с 22 по 24 января. Трек-лист был выпущен 25 января, в нем были представлены четыре трека.
Тизер музыкального видео «Dun Dun» был выпущен 29 января, а полное музыкальное видео - 3 февраля.

## Продвижение
Everglow должны были провести шоукейс для фанатов 3 февраля, но она была отменена из-за пандемии коронавируса. Они провели шоукейс без зрителей, где они исполнили «Dun Dun» и «Salute»
Группа начала продвигать «Dun Dun» 6 февраля. Они впервые исполнили ведущий сингл на M Countdown вместе с «Salute», за которым последовали выступления на, Music Bank, Show! Music Core и Inkigayo.

## Список треков
| №                   | Название            | Текст песни         | Музыка                                           | Аранжировка             | Длительность |
| ------------------- | ------------------- | ------------------- | ------------------------------------------------ | ----------------------- | ------------ |
| 1.                  | «Salute»            | Lee Seuran          | Olof Lindskog, Caesar & Loui, Hayley Aitken, 72  | OLLIPOP, Ludwig Lindell | 3:09         |
| 2.                  | «Dun Dun»           | Seo Jieum           | Olof Lindskog, Gavis Jones, Hayley Aitken, 72    | OLLIPOP                 | 3:12         |
| 3.                  | «Player»            | Lee Bora            | Olof Lindskog, Ludwig Lindell, Hayley Aitken, 72 | OLLIPOP, Ludwig Lindell | 3:13         |
| 4.                  | «No Lie»            | Lee Seuran          | Olof Lindskog, Gavin Jones, Hayley Aitken, 72    | OLLIPOP                 | 3:38         |
| Общая длительность: | Общая длительность: | Общая длительность: | Общая длительность:                              | Общая длительность:     | 13:12        |

## Чарты
| Чарты (2020)                 | Высшая позиция |
| ---------------------------- | -------------- |
| Япония (Oricon)              | 48             |
| Япония (Billboard Japan)     | 90             |
| Республика Корея (Gaon)      | 4              |
| США World Albums (Billboard) | 14             |

| Чарты (2020)                           | Высшая позиция |
| -------------------------------------- | -------------- |
| Япония (Japan Hot 100)                 | 61             |
| Республика Корея (Gaon)                | 63             |
| Республика Корея (Korea K-Pop Hot 100) | 85             |
| США World Digital Songs (Billboard)    | 3              |

## История релиза
| Регион           | Дата                | Формат                        | Дистрибьютор       |
| ---------------- | ------------------- | ----------------------------- | ------------------ |
| Мир              | 3 февраля 2020 года | Цифровая дистрибуция стриминг | Yuehua Stone Music |
| Республика Корея | 3 февраля 2020 года | Цифровая дистрибуция стриминг | Yuehua Stone Music |
| CD               | 3 февраля 2020 года |                               | Yuehua Stone Music |